# Richard Sharp
Pour les articles homonymes, voir Sharp.
Pas d'image ? Cliquez ici

a Compétitions nationales et continentales officielles uniquement.

b Matchs officiels uniquement.
Richard Adrian William Sharp, né le 9 septembre 1938 à Mysore (Raj britannique, aujourd'hui en Inde), est un joueur de rugby à XV anglais. Il joue en équipe d'Angleterre et évolue au poste de demi d'ouverture.

## Biographie
Il a honoré sa première cape internationale en équipe d'Angleterre le 16 janvier 1960 contre l'équipe du pays de Galles. Il connaît treize sélections jusqu'en mars 1963.
Il conduit l'Angleterre à la victoire dans le Tournoi des cinq nations 1963. 
Il connaît sa dernière cape le 7 janvier 1967 contre l'équipe d'Australie. Il est le capitaine de l'équipe d'Angleterre en 1963 et en 1967.
Il participe à la tournée en 1962 des Lions britanniques en Afrique du Sud et dispute deux des test-matches.

## Statistiques en équipe nationale
- 14 sélections en équipe d'Angleterre de 1960 à 1967
- 26 points, 2 essais, 4 transformations, 1 pénalité, 3 drops
- Sélections par année : 4 en 1960, 2 en 1961, 3 en 1962, 4 en 1963, 1 en 1967
- Tournois des Cinq Nations disputés : 1960, 1961, 1962, 1963

- Vainqueur du Tournoi des Cinq Nations en 1963